# Wojciech Kozłowski
Wojciech Kozłowski (ur. 25 czerwca 1989 w Kikole) – polski siatkarz, grający na pozycji przyjmującego w polskim klubie Delecta Chemik Bydgoszcz.
Wychowanek Chemika. Wielokrotny Mistrz Województwa w piłce plażowej w kategorii kadetów i juniorów. Powołany do kadry narodowej kadetów w 2007.

## Kluby
- Delecta Chemik Bydgoszcz (od 2006)

## Sukcesy
- 3-miejsce na Ogólnopolskiej Olimpiadzie Młodzieży.